# جودیت مک‌گرات
جودیت مک‌گرات (۲۱ آوریل ۱۹۴۷ – ۲۱ اکتبر ۲۰۱۷) یک بازیگر استرالیایی بود که به خاطر نقش‌های تلویزیونی به عنوان کالین پاول در زندانی (۱۹۷۹–۱۹۸۴) پخش شده در شبکه ده استرالیا و وان رایان در نقش پزشکی و درام سریال پرستاران (۱۹۹۸–۲۰۰۹) در شبکه هفت استرالیا شناخته شده بود.

## زندگی‌نامه
مک‌گرات، متولد بریزبن، کوئینزلند، سالهای بسیاری را برای شکل‌گیری در تئاتر هنر بریزبن گذراند و عضو شرکت تئاتر شب دوازدهم تئاتر، جوآن والی بود. او احتمالاً برای مخاطبان بین‌المللی برای نقش پیشین خود در تلویزیون استرالیا به عنوان معاون فرماندار کالین«پو» پائول در سریال سری زندانی محکوم معروف شد. پائول در ابتدا در دو سال اول نمایش حضور داشت و در سال ۱۹۸۱ شخصیت برجسته ای به‌شمار می‌رفت و مک‌گرات این نقش را به طور دائم تا قبل از خروج از مجموعه در سال ۱۹۸۴ ادامه داد.
پس از این که او به نظر می‌رسد در مهمان نقش در سال ۱۹۸۵ قسمت از همسایگان و پرواز پزشکان. او همچنین به نظر می‌رسد در یک سری از استرالیا کودکان را نشان می‌دهد تلویزیون دور پیچ و تاب و به عنوان سرپرستار موریانه دریایی. او همچنین به طور منظم بازیگران عضو در یک کشور عمل به عنوان برنیس هادسون از سال ۱۹۹۲ تا ۱۹۹۳.
پس از آن او نقش، او در سال ۱۹۸۵ به نقش مهمان در قسمت‌هایی از همسایگان و پزشکان پرواز بازی کرد و همچنین در یک سری نمایشنامه تلویزیونی کودکان استرالیا به نام گرد کردن پیچ و تاب به عنوان مارتون گریبل ظاهر شد. او همچنین از سال ۱۹۹۲ تا ۱۹۹۳ در فیلم در یک کشور کارآفرینی به عنوان برنیکس هادسون بازی نمود.
او نقش طولانی مدت خود را به نام «وان رایان» در سریال درام پزشکی پرستاران از اولین قسمت آن در سال ۱۹۹۸ بازی کرد. او تنها عضو اصلی بازیگری بود که در سریال باقی ماند و سپس سریال پرستاران در اواخر سال ۲۰۰۹ به پایان رسید.

## درگذشت
مک‌گرات در ۲۱ اکتبر سال ۲۰۱۷ در یک آسایشگاه در سیدنی در سن ۷۰ سالگی پس از یک دوره طولانی جنگ با بیماری آنوریسم آئورت درگذشت.

## فیلم‌شناسی
| سال       | عنوان                  | نقش                              | یادداشت |
| --------- | ---------------------- | -------------------------------- | --- |
| ۱۹۶۹      | سن قانونی              | بریزبن پرنده: فضل                | فیلم سینمایی                                                                                               |
| ۱۹۷۷      | جوان رمزی              | رزماری بیلینگز                   | فصل ۱ قسمت ۸ – "اردک لنگ"                                                                                  |
| ۱۹۷۷      | Bluey                  | خانم تامپسون                     | فصل ۱ قسمت ۲۲ – "چربی گربه"                                                                                |
| ۱۹۷۸      | پلیس فروشگاه           | فصل ۱ قسمت ۲۳                    | |
| ۱۹۷۹      | Skyways                | خانم میسون                       | فصل ۱ قسمت ۱۵ – "چه کسی کشته، Robyn است؟" فصل ۱ قسمت ۱۶ – "مرسی داش"                                       |
| ناشناخته  | Skyways                | دکتر Mendleshon                  | قسمت: "بازگشت Bessie Langhurst: قسمت 1 (unknown فصل) قسمت: "بازگشت Bessie Langhurst: قسمت 2" (unknown فصل) |
| ناشناخته  | Skyways                | Zoe لارنس                        | قسمت: "تا پایین راه پله" (unknown فصل)                                                                     |
| ۱۹۸۰      | جوان رمزی              | اتل دین                          | فصل ۲ قسمت ۵ – "اسب هدیه"                                                                                  |
| ۱۹۸۴      | تیم ویژه               | ناشناخته نقش                     | فصل ۱ قسمت ۲۶ – "وداع با Comerade"                                                                         |
| ۱۹۷۹–۸۴   | زندانی                 | کالین پاول                       | فصل ۱ تا ۶ (قسمت ۲۶۳) تکرار نقش (فصل ۱ و 2) / نقش اصلی (فصل 3-6)                                           |
| ۱۹۸۵      | همسایه                 | مارگارت همیلتون / Margart بولتون | فصل ۱ (قسمت ۴)                                                                                             |
| ۱۹۸۶      | شمشیر افتخار           | متخصص تغذیه                      | Miniseries – قسمت ۴                                                                                        |
| ۱۹۸۶      | پرواز پزشکان           | سینتیا کامبرلند-قهوه ای          | فصل ۱ قسمت ۱۸ – "چشم ناظر"                                                                                 |
| ۱۹۸۸      | پرواز پزشکان           | کارولین Longley                  | فصل ۳ قسمت ۲۲ – "آخرین درخواست"                                                                            |
| ۱۹۸۹      | دور پیچ و تاب          | سرپرستار موریانه دریایی          | فصل ۱ (قسمت ۹)                                                                                             |
| ۱۹۹۲–۹۳   | یک کشور عمل            | برنیس هادسون                     | فصول ۱۲ و ۱۳ (قسمت ۱۴۹)                                                                                    |
| ۱۹۹۵      | پلیس نجات              | هازل                             | فصل ۴ قسمت ۳ – "طرف اشتباه از جاده"                                                                        |
| ۱۹۹۶      | برهنه: داستان از مردان | مارگارت                          | فصل ۱ قسمت ۳ – "کور-سمت مبارکه"                                                                            |
| ۲۰۰۵      | خبرچین!                | Centrelink زن                    | فیلم سینمایی                                                                                               |
| ۱۹۹۸–۲۰۰۹ | پرستاران               | ایوان 'فون' رایان                | فصل ۱–۱۲ (۴۹۳ قسمت) نامزد: Logie جایزه برجسته‌ترین بازیگر زن در یک سریال                                    |
| ۲۰۱۰      | بیسکویت جنگ            | طرقه Hepstead                    | فیلم کوتاه                                                                                                 |
| ۲۰۱۱–۱۲   | برندگان و بازندگان     | ماریا کرولی                      | فصل ۱ قسمت ۹ – "یک درب باز می‌شود" فصل ۱ قسمت ۱۴ – "دو نقطه اوه" فصل ۲ قسمت ۲۱ – "بازی کامل"                |